# Edda Mutter
Edda Mutter (* 29. Juni 1970 in Berlin) ist eine ehemalige deutsche Skirennläuferin.
Mutter nahm an den Juniorenweltmeisterschaften 1988 und 1989 teil. Im November 1991 nahm sie in Lech erstmals an einem Weltcuprennen teil. Zwei Jahre später nahm sie an den Weltmeisterschaften 1993 teil und wurde im Slalom Sechzehnte. Auch bei den Olympischen Winterspielen 1994 in Lillehammer ging sie im Slalomrennen an den Start, schied allerdings im ersten Lauf aus. Zuvor hatte sie im Slalomrennen in Maribor mit Platz sieben ihr bestes Weltcup-Resultat verzeichnen können.